# Stumsdorf
Stumsdorf ist eine Ortschaft innerhalb der Stadt Zörbig im Landkreis Anhalt-Bitterfeld (Sachsen-Anhalt). Sie besteht aus den Ortsteilen Stumsdorf und Werben, welche zwei der 18 Orte sind, die gemeinsam die Stadt Zörbig bilden.

## Geografie
Stumsdorf befindet sich südwestlich des Ortskerns von Zörbig an der Riede. Das Dorf liegt im Süden Sachsen-Anhalts zwischen der nordwestlich gelegenen Kreisstadt Köthen, der kreisfreien Stadt Dessau-Roßlau, dem Ballungsraum Bitterfeld-Wolfen und der Großstadt Halle (Saale).

## Geschichte
Stumsdorf gehörte wie sein Nachbarort Werben bis 1815 zum kursächsischen Amt Zörbig. Durch die Beschlüsse des Wiener Kongresses kamen sie zu Preußen und wurden 1816 dem Landkreis Bitterfeld im Regierungsbezirk Merseburg der Provinz Sachsen zugeteilt, zu dem sie bis 1952 gehörten.
Werben wurde am 1. April 1974 nach Stumsdorf eingemeindet. Am 1. März 2004 wurde die ehemalige Gemeinde Stumsdorf mit ihrem Ortsteil Werben als Ortschaft in die neue Einheitsgemeinde Stadt Zörbig eingegliedert.

## Wappen
Stumsdorf führt seit 2021 ein Ortsteilwappen, das von Magdeburger Kommunalheraldiker Jörg Mantzsch gestaltet wurde.
Blasonierung: „In Gold ein schräglinker blauer Wellenbalken, oben eine schwarze Dampflokomotive, unten ein bewurzelter schwarzer Baumstumpf“.

## Sehenswürdigkeiten
In Stumsdorf befindet sich eine Dorfkirche sowie beim Ort eine Bockwindmühle.

## Wirtschaft und Infrastruktur

### Verkehrsanbindung

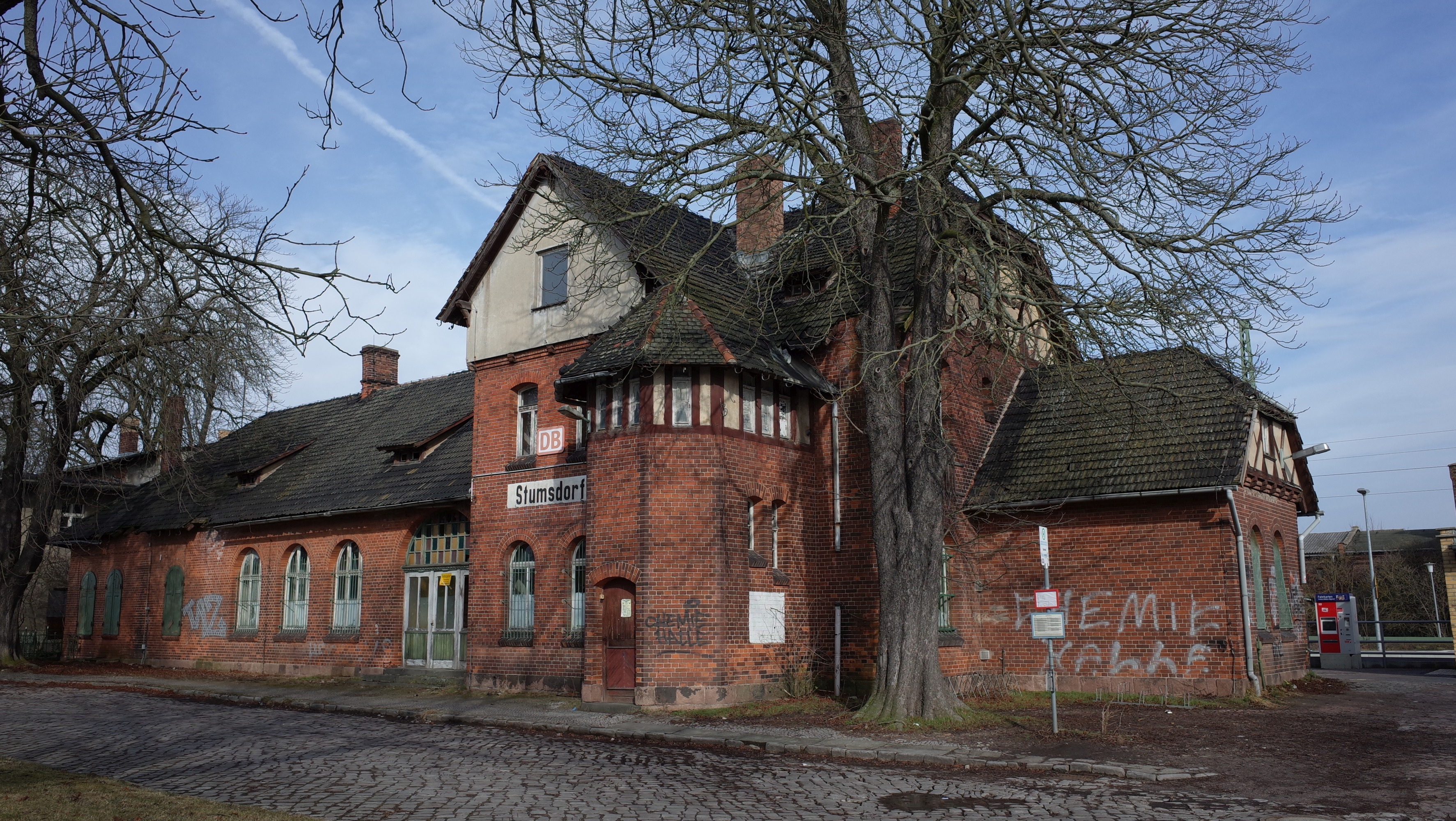
Bahnhof Stumsdorf

Am Bahnhof Stumsdorf an der 1840 eröffneten Bahnstrecke Halle (Saale)–Köthen–Magdeburg halten heute Regionalbahnen im Stundentakt.
Im Jahr 1897 eröffnete die im Bahnhof Stumsdorf abzweigende Nebenbahnstrecke Stumsdorf–Zörbig–Bitterfeld. Sie erhielt im Volksmund den Namen „Saftbahn“, weil mit ihr das bekannteste Zörbiger Produkt, Zuckerrübensaft, transportiert wurde. 2002 wurde auf der Strecke der Schienenpersonennahverkehr eingestellt und die Bahntrasse von der DB Netz AG stillgelegt. Die Zörbiger Infrastrukturgesellschaft mbH (ZIG) pachtete die Strecke von DB Netz und sanierte sie zwischen Bitterfeld und Zörbig, sodass Unternehmen aus den angrenzenden Gewerbegebieten die Bahnverbindung für den Schienengüterverkehr nutzen können.
Stumsdorf befindet sich an der Landesstraße 144 ist durch die Buslinie 440 mit Zörbig und dem Bahnhof Bitterfeld im Personennahverkehr verbunden.